# Lautaro Martínez
Lautaro Javier Martínez (født 22. august 1997) er en argentinsk professionel fodboldspiller, som spiller for Serie A-klubben Inter Milan og Argentinas landshold.

## Klubkarriere

### Racing Club
Martínez begyndte sin karriere hos Racing Club, hvor han gjorde sin professionelle debut i november 2015.

### Inter Milan
Martínez skiftede i juli 2018 til Inter Milan. Han spillede en vigtig rolle i Inter Milans mesterskab i 2020-21 sæsonen, og blev nomineret til Ballon d'Or for sæsonen.

## Landsholdskarriere

### Ungdomslandshold
Martínez har repræsenteret Argentina på U/20-niveau. Han var del af Argentinas trup til det sydamerikanske U/17-mesterskab i 2017, hvor han sluttede som delt topscorer med 5 mål i turneringen.

### Seniorlandshold
Martínez debuterede for Argentinas landshold den 27. marts 2018. Han var del af Argentinas trupper til flere internationale turneringer, herunder VM 2022, hvor at Argentina vandt verdensmesterskabet.

## Titler
Inter Milan
- Serie A: 2 (2020-21, 2023-24)
- Coppa Italia: 2 (2021-22, 2022-23)
- Supercoppa Italiana: 3 (2021, 2022, 2023)

Argentina
- Copa América: 2 (2021, 2024)
- Verdensmesterskabet: 1 (2022)
- Conmebol-Uefa Cup of Champions: 1 (2022)

Individuelle
- UEFA Europa League Sæsonens hold: 1 (2019-20)
- Serie A Årets spiller: 1 (2023-24)
- Serie A Årets hold: 1 (2023-24)
- Serie A Topscorer: 1 (2023-24)